# George Santos

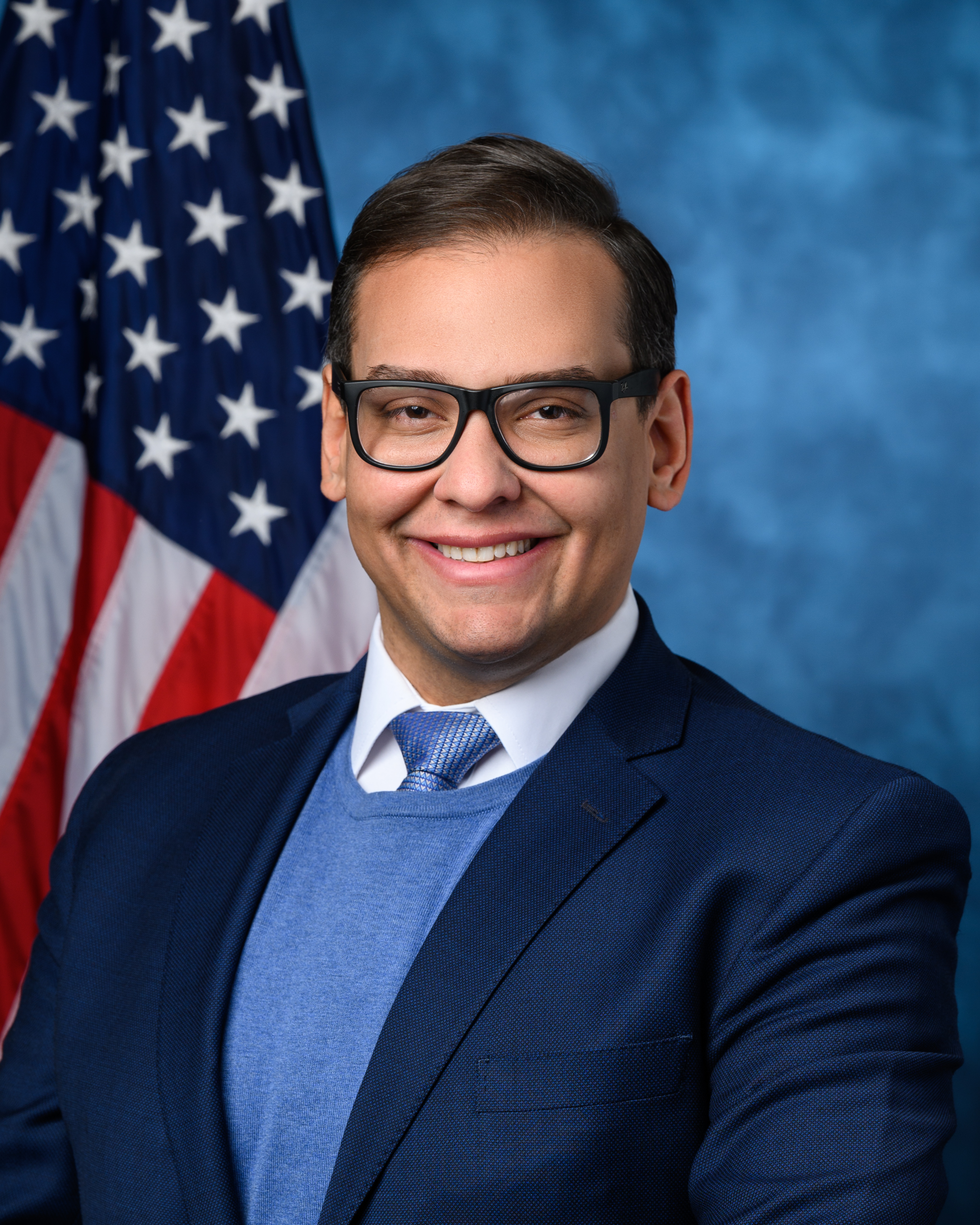
George Santos (2022)

George Anthony Devolder Santos (* 22. Juli 1988 in New York City) ist ein ehemaliger US-amerikanischer Politiker der Republikanischen Partei. Er wurde im November 2022 im dritten Kongresswahlbezirk des Bundesstaats New York ins Repräsentantenhaus gewählt. Während seiner Kandidatur hatte eine kleine Zeitung berichtet, Santos habe große Teile seiner Biographie ausgeschmückt oder erfunden, darunter Angaben zu Familiengeschichte und -status, Karriere, Eigentum sowie Religionszugehörigkeit, was von allen anderen Medien bis nach der Wahl ignoriert wurde. Mehrere Strafverfolgungsbehörden nahmen dann wegen Betrugsvorwürfen Ermittlungen gegen ihn auf. Im Mai 2023 wurde er in 13 Punkten angeklagt, blieb unter Kaution aber auf freiem Fuß. Im Oktober 2023 wurde Santos in 10 weiteren Punkten angeklagt. Im Dezember 2023 erfolgte sein Ausschluss aus dem Repräsentantenhaus. Im August 2024 bekannte er sich des schweren Identitätsdiebstahls und Überweisungsbetrugs schuldig; ein US-Bezirksgericht verurteilte ihn im April 2025 zu einer mehrjährigen Haft- sowie zu einer Geldstrafe.

## Leben und beruflicher Werdegang
Santos wurde als Kind brasilianischer Eltern in den USA geboren und besitzt (wegen des Geburtsortsprinzips in beiden Staaten) lediglich die US-Staatsbürgerschaft.
Er wuchs im New Yorker Stadtbezirk Queens auf, nach eigenen Angaben in ärmlichen Verhältnissen. Nach der High School verbrachte er mehrere Jahre in Brasilien, wo er eine Karriere als Dragqueen verfolgt haben soll. Aus dieser Zeit ist ein Verfahren wegen Scheckbetrugs beziehungsweise Veruntreuung gegen ihn anhängig: Er soll 2008 mit einem gestohlenen Scheckbuch in Niterói Kleidung für 700 US-Dollar gekauft haben.
Nach seiner Rückkehr in die Vereinigten Staaten arbeitete er zunächst von 2011 bis 2012 als Kundenbetreuer für den Fernsehsatellitenbetreiber Dish Network in College Point. Anschließend betrieb er bis 2018 eine angebliche Non-Profit-Organisation für Tierschutz, für die er über sein privates Facebook-Profil Spenden sammelte. Im Jahr 2016 gründete er ein Regionalbüro für das Start-up HotelPro in Florida. Er arbeitete 2019 als Vice President für LinkBridge Investors und wechselte während seiner ersten Kongresskandidatur 2020 zu Harbor City Capital mit Sitz in Florida.
Gegen das im Bereich Alternative Investments tätige Unternehmen wird wegen eines illegalen Ponzi-Systems ermittelt. Santos behauptete, er habe 100 Mio. US-Dollar für Harbor City Capital eingeworben. Dokumente der US-Börsenaufsichtsbehörde (SEC) weisen insgesamt jedoch nur 17 Mio. US-Dollar aus.
Zwischen seinen beiden Kongresskandidaturen gründete Santos in Melbourne, Florida, das Kapitalvermittlungsunternehmen Devolder Organization LLC mit ihm als Inhaber und einzigem Angestellten. Laut der Erklärung zu seinen Finanzen im Vorfeld seiner Kongresskandidatur 2022 sei das Unternehmen mit fünf Millionen US-Dollar bewertet und würde ihm ein jährliches Gehalt von 750.000 Dollar auszahlen. Die Geschäftstätigkeit wurde von Santos als Provisions-basierte Vermittlung zwischen Verkäufern von Luxusgütern wie Privatflugzeugen und Yachten und potentiellen Kaufinteressenten beschrieben. Die Finanzbehörden Floridas lösten das Unternehmen im Jahresverlauf 2022 auf, da keine Jahresabschlüsse vorgelegt worden waren. Im Dezember 2022 beantragte Santos eine Wieder-Registrierung.
Santos ist katholisch, offen homosexuell und lebt nach eigenen Angaben mit seinem Ehemann zusammen. Er war bis 2019 mit einer Frau verheiratet, von der er sich zwei Wochen vor Bekanntgabe seiner Kongresskandidatur scheiden ließ.

## US-Repräsentantenhaus

### Wahl
2020 kandidierte Santos das erste Mal für das Repräsentantenhaus der Vereinigten Staaten. Im 3. Kongresswahlbezirk von New York (NY-03), der den Norden Long Islands sowie Teile von Queens umfasst und zu den wohlhabendsten Kongresswahlbezirken in den USA gehört, unterlag er dem demokratischen Amtsinhaber Thomas Suozzi mit 43,4 zu 55,9 Prozent. Nachdem Suozzi zugunsten einer Kandidatur als Gouverneur von New York auf eine Wiederwahl verzichtet hatte, kandidierte Santos bei den Wahlen 2022 erneut im Wahlbezirk NY-03. 
Er erhielt 53,7 % der Stimmen und der Demokrat Robert Zimmerman 46,2 Prozent der Stimmen. Seine Amtszeit begann am 3. Januar 2023.
Nach seinem Ausschluss aus dem Repräsentantenhaus kündigte Santos im März 2024 an, er wolle bei der Wahl im November 2024 den republikanischen Abgeordneten Nick LaLota im Wahlbezirk NY-01 herausfordern. Später trat er aus der Republikanischen Partei aus, um als Unabhängiger anzutreten. Am 23. April 2024 brach er seine Wahlkampagne ab.

### Ausschüsse
Trotz der um seinen Lebenslauf entstandenen Kontroversen und Forderungen anderer Abgeordneter, Santos in keinem Parlamentsausschuss zu platzieren, teilte ihn die entsprechende Steuerungsgruppe der republikanischen Fraktion für den 118. Kongress folgenden Ausschüssen zu:
- United States House Committee on Small Business (Mittelstandsausschuss)
- United States House Committee on Science, Space, and Technology (Ausschuss für Wissenschaft, Raumfahrt und Technologie)

Am 31. Januar 2023 kündigte Santos an, seine Mitgliedschaft in diesen Ausschüssen ruhen zu lassen.

### Ausschluss
Der Ethikausschuss des Repräsentantenhauses untersuchte offiziell seit März 2023 die Vorwürfe und Santos Verhalten.
Vor dem Ausschluss im Dezember 2023 hatte Santos bereits zwei Ausschlussabstimmungen überstanden. Ein erster Antrag des demokratischen Abgeordneten Robert Garcia war im Mai 2023 von der republikanischen Mehrheit abgelehnt worden.
Anfang November erfolgte eine zweite Abstimmung, nachdem fünf republikanische Abgeordnete aus dem Bundesstaat New York erneut den Ausschluss beantragt hatten. Die notwendige qualifizierte Mehrheit von zwei Drittel der Stimmen wurde jedoch verfehlt.
Das Scheitern beider Abstimmungen wurde dahingehend interpretiert, dass die Republikaner um ihre knappe Mehrheit in der Kammer fürchteten und somit trotz aller offenkundigen Verfehlungen an Santos festhielten.
Nachdem Santos noch am Vortag Rücktrittsforderungen zurückgewiesen hatte, stimmte das Repräsentantenhaus am 1. Dezember 2023 mit 311 zu 114 Stimmen für Santos’ Ausschluss. Dadurch verliert er seinen Sitz und im betreffenden Wahlkreis findet eine vorzeitige Neuwahl statt. 
Fast alle Demokraten und 105 republikanische Abgeordnete stimmten für den Antrag und 112 Republikaner stimmten dagegen. Zuvor war der im Mai beauftragte Ethikausschuss in seinem Abschlussbericht zu dem Ergebnis gekommen, dass Santos Wahlkampfmittel unterschlagen und zu eigenem Nutzen verwendet hatte: „Bei praktisch jeder Gelegenheit stellte er das Verlangen nach privatem Gewinn über seine Verpflichtung, die Verfassung, die Gesetze und ethische Prinzipien zu achten.“ Sowohl der Sprecher des Repräsentantenhauses, der Republikaner Mike Johnson, als auch der Fraktionsvorsitzende der Republikaner Steve Scalise hatten sich gegen den Ausschluss ausgesprochen.
Die Gegner eines Ausschlusses hatten unter anderem argumentiert, dass damit zum ersten Mal ein Kongressabgeordneter ausgeschlossen würde, ohne dass ein rechtsgültiges Gerichtsurteil gegen ihn vorliege. Nach Santos’ Ausschluss saßen 221 Republikaner und 213 Demokraten im Repräsentantenhaus. Die nur knappe Mehrheit der Republikanischen Partei im Repräsentantenhaus während des 118. Kongresses verringerte sich, während die republikanische Fraktion Probleme mit der Einigkeit hatte. Verschärfend kam hinzu, dass der Rücktritt des republikanischen Abgeordneten Bill Johnson Anfang 2024 erwartet wurde, weil Johnson die Leitung der Youngstown State University übernehmen sollte.
Santos ist das sechste Mitglied in der Geschichte des Repräsentantenhauses, das aus der Kammer ausgeschlossen wurde. Die fünf ausgeschlossenen Abgeordneten vor ihm waren 1861 Henry Cornelius Burnett, John Bullock Clark und John William Reid wegen Unterstützung der Südstaaten im Bürgerkrieg (Hochverrat), 1980 Michael Joseph Myers nach einer Verurteilung wegen Bestechlichkeit und 2002 James Anthony Traficant, Jr. nach einer Verurteilung wegen diverser Straftaten.
Die erforderlich gewordene Nachwahl am 13. Februar 2024 gewann der Demokrat – und Santos’ Amtsvorgänger – Tom Suozzi.

## Vorwürfe der Biographiefälschung
Im September 2022 berichtete die Long Islander Wochenzeitung The North Shore Leader von Ungereimtheiten bei Santos’ Vermögensdeklarationen. Hatte er im Vorfeld seiner ersten Kongresskandidatur 2020 noch ein jährliches Einkommen von 50.000 US-Dollar und keine Vermögenswerte von mehr als 5.000 Dollar angegeben, so wiesen seine Angaben im Vorfeld der Wahl 2022 Vermögenswerte von 11 Millionen Dollar aus, darunter Immobilien in Rio de Janeiro. Gleichzeitig war kein Immobilienbesitz in den Vereinigten Staaten aktenkundig, obwohl Santos gegenüber Parteikollegen von einem Anwesen in den Hamptons gesprochen hatte, das er veräußern wolle. Bis zur Wahl am 8. November 2022 griff kein anderes Medium diese Story auf. Mehrere Wochen nach Santos’ Wahlsieg veröffentlichte die New York Times am 19. Dezember 2022 eine Recherche, in der sie viele seiner Angaben zur eigenen Biographie widerlegte und als Fälschungen entlarvte. In der Folge widmeten sich weitere Zeitungen, Fernsehsender und Online Newsportale den Vorfällen und förderten weitere Widersprüche zu Tage. Mit den Vorwürfen direkt konfrontiert, charakterisierte sich Santos im Fernseh-Interview mit dem Starreporter Piers Morgan am 20. Februar 2023 als „fürchterlichen Lügner“ („a terrible liar“). Obwohl er respektable Leistungen im Geschäftsleben habe vorweisen können, hätten ihm noch einige Elemente in seiner Biographie gefehlt, die er frei ergänzt habe. Er habe damit den Erwartungen der Gesellschaft an ihn entsprechen wollen.

### Familiärer Hintergrund
Santos hatte mehrfach angegeben, Nachfahre ukrainischer Juden zu sein – seine Großeltern mütterlicherseits seien als Holocaustüberlebende nach Brasilien emigriert. Recherchen des jüdisch-amerikanischen Magazins The Forward haben belegt, dass bereits Santos’ Urgroßvater von Belgien nach Brasilien migriert war; die entsprechenden Großeltern wurden beide in Brasilien geboren.
Seinen Angaben nach war Santos’ Mutter Fatima Devolder Führungskraft bei einem Finanzunternehmen in Manhattan. Zeitweise behauptete er, sie sei bei den Anschlägen am 11. September 2001 im Südturm des World Trade Centers ums Leben gekommen. Später modifizierte er dieses Statement und gab stattdessen an, dass sie in eine Aschewolke geraten und einige Jahre nach den Anschlägen an deren Folgen gestorben sei. Santos’ Mutter starb jedoch erst 2016. Eine Tätigkeit in der Finanzbranche ist nicht belegt, stattdessen hätte sie als Putzfrau und Köchin gearbeitet und nur Portugiesisch gesprochen. Im Januar 2023 wurden Dokumente der Einwanderungsbehörde veröffentlicht, die belegen, dass Fatima Devolder sich zum Zeitpunkt der Anschläge nicht in den Vereinigten Staaten aufhielt.

### Ausbildung
Santos gab an, einen Bachelorabschluss vom Baruch College zu besitzen, später hätte er noch einen MBA von der New York University erhalten. In einem Gespräch mit dem lokalen Parteivorsitzenden seines Wahlbezirks prahlte Santos damit, er sei ein Star im Volleyballteam des Colleges gewesen. Laut der New-York-Times-Recherche hat keine der beiden Universitäten Unterlagen über einen Aufenthalt oder Abschluss Santos’.
In einem Interview mit der New York Post gab Santos zu, nie einen Abschluss von einer Universität oder vergleichbaren Institution erhalten zu haben.

### Karriere
Santos hatte angegeben, für die Investmentbanken Citigroup und Goldman Sachs gearbeitet zu haben. Keines der Unternehmen hat Belege für diese Behauptung. Santos räumte später ein, nie direkt bei diesen Banken angestellt gewesen zu sein; sein tatsächlicher Arbeitgeber LinkBridge Investors habe jedoch eng mit diesen Investmentbanken zusammengearbeitet.
In einem Podcast behauptete Santos 2022, er hätte bei der Entwicklung der CO2-Sequestrierung mitgeholfen (helped develop carbon capture technology).

### Religion
Während des Wahlkampfs hatte Santos sich als jüdisch bezeichnet und war in mehreren Synagogen aufgetreten. Nachdem Zweifel an diesen Angaben laut geworden waren, räumte er ein, katholischer Konfession zu sein. Er behauptete, er fühle sich dem jüdischen Glauben und der Tradition wegen seines Familienhintergrundes sehr verbunden.

### Reaktionen
Nach dem Bekanntwerden der New-York-Times-Recherche dementierte Santos über seinen Anwalt die Vorwürfe gegen ihn zunächst. Nachdem weitere Ungereimtheiten in Bezug auf seine Biographie ans Licht gekommen waren, räumte er am 26. Dezember 2022 in einem Exklusivinterview mit der New York Post ein, seine Ausbildung und berufliche Laufbahn „ausgeschmückt“ zu haben. Er behauptete, er sei kein „Krimineller“. Der designierte Fraktionsführer der Demokratischen Partei Hakeem Jeffries erklärte, Santos sei für das Abgeordnetenhaus ungeeignet und solle sein Mandat nicht antreten. Weitere Demokraten forderten eine Untersuchung durch den Ethik-Ausschuss des US-Repräsentantenhauses. Reaktionen aus der Parteiführung der Republikaner blieben größtenteils aus, wohl auch wegen der knappen Mehrheitsverhältnisse im 118. Kongress.
Ungeachtet dessen trat Santos sein Mandat am 3. Januar 2023 wie geplant an. Nachdem sich der 118. Kongress konstituiert hatte, forderten die neugewählten republikanischen Abgeordneten aus New York Nick LaLota, Anthony D’Esposito, Mike Lawler und Nick Langworthy – zugleich Vorsitzender der Republikanischen Partei in New York –, Santos zum Rücktritt auf. Auch die lokale Parteiorganisation der Republikaner aus Santos’ Wahlkreis entzog ihm ihre Unterstützung und kündigte an, Bürgeranfragen aus seinem Wahlkreis an den Abgeordneten des Nachbarbezirks weiterzuleiten.

## Vorwürfe strafbaren Handelns
Im Zuge der medialen Aufmerksamkeit um seine Biographie ergaben sich weitere Ansatzpunkte für Ermittlungen in Bezug auf womöglich strafrechtlich relevante Handlungen von Santos.

### Veruntreuung von Spendengeldern
Im Jahr 2016 organisierte Santos – damals unter dem Namen Anthony Devolder – eine Spendensammlung für die Tumorbehandlung des Hundes des obdachlosen Veteranen James Osthoff in New York. Das Geld wurde über die Spendenplattform GoFundMe gesammelt und über Santos’ private Facebook-Seite beworben. Insgesamt kamen rund 3000 US-Dollar zusammen. Santos weigerte sich, Osthoff das Geld zu übergeben, und brach den Kontakt ab.

### Scheckbetrug
Aus seiner Zeit in Brasilien liegen Vorwürfe des Scheckbetrugs vor. So soll er 2008 mit einem gestohlenen Scheckbuch in Niterói Kleidung im Wert von 700 – nach anderen Angaben 1300 – US-Dollar gekauft haben. Im Zuge einer Verständigung mit der brasilianischen Staatsanwaltschaft räumte Santos die Straftat ein und sagte zu, dem Besitzer des Scheckbuchs den entstandenen Schaden zu ersetzen. Im Gegenzug gilt das Verfahren als erledigt.
Im Jahr 2017 ermittelte die Polizei zeitweilig gegen Santos, da er ungültige Schecks im Wert von über 15.000 Dollar an Hundezüchter im Amisch-Land ausgegeben haben soll, um Hundewelpen zu kaufen. Dies steht in zeitlichem Zusammenhang zu einem Adoptionsevent, das Santos mit ausrichtete, bei dem Hundewelpen für 300 bis 400 Dollar adoptiert werden konnten. Den Besitzer des Ladens, in dem die Veranstaltung stattfand, forderte Santos auf, den Scheck mit den Erlösen nicht auf den Namen seiner Organisation PetsUnited, sondern auf ihn persönlich auszustellen. Der Ladenbesitzer stellte den Scheck dennoch auf PetsUnited aus, stellte später aber fest, dass das Empfängerfeld ausgestrichen worden war und nun auf Anthony Devolder – der zu dieser Zeit von Santos benutzte Name – lautete.

### Unlautere Wahlkampffinanzierung
Während seines Kongresswahlkampfs verbuchte Santos’ Wahlkampfteam 37 Ausgabenpositionen in Höhe von exakt 199,99 Dollar, genau einen Cent unter der Grenze, ab der Quittungen verpflichtend nachgehalten werden müssen. Als Verwendungszwecke waren Flüge, Bahnreisen, Taxifahrten, Bürobedarf, Hotels, Parkgebühren, Speisen und Getränke angegeben. Laut der Nichtregierungsorganisation Campaign Legal Center sei es nahezu ausgeschlossen, dass diese Häufung zufällig sei. Zudem seien auch Ausgaben, zum Beispiel für Hotelübernachtungen, deren Wert 199 Dollar deutlich übersteigen müsste, so abgerechnet worden. In diesem Zusammenhang sorgte auch die Neubesetzung des Schatzmeisterpostens in Santos’ Wahlkampagne für Aufsehen. Im Januar 2023 hatte Santos verlautbaren lassen, er hätte den Politikberater Thomas Datwyler als neuen Schatzmeister – und damit als Verantwortlichen für die korrekte Buchführung und Belegeinreichung – für seine Wahlkampforganisation bei der Bundeswahlkommission FEC registriert. Datwyler bestätigte, dass ihm der Posten angetragen worden sei, er habe ihn jedoch abgelehnt. Die Registrierung sei gegen seinen Willen erfolgt.
Laut den von Santos bei der FEC eingereichten Unterlagen hatte er seinen Wahlkampf 2022 durch ein Darlehen in Höhe von 600.000 Dollar aus seinem eigenen Vermögen unterstützt. Bei seinem ersten Versuch, in den Kongress einzuziehen, hatte er 2020 noch ein Nettovermögen von 5.000 Dollar angegeben. Im Vorfeld der Wahl 2022 erklärte Santos ein Vermögen zwischen 2,5 und 11 Millionen Dollar, davon 1–5 Millionen Dollar in Barvermögen. Santos begründete den Vermögenszuwachs durch seine Einnahmen aus der Devolder Foundation, einem Unternehmen zur Anlagevermittlung. Allerdings hätte das Darlehen als persönliche Verbindlichkeit Santos’ in einem weiteren Formular aufgeführt werden müssen, was jedoch unterblieb.
Ein weiterer Vorwurf betrifft den Einsatz von „Strohmannspenden“. So sollen bei Santos’ Wahlkampf 2020 Geldeingänge von Einzelspendern unter falschen Namen registriert worden sein, bei verifizierten Spenden die berichteten Beträge deutlich über der tatsächlichen Spendensumme gelegen haben und real existierende Personen ohne deren Wissen als Spender gemeldet worden sein. Einige Spender gaben an, durch Santos aufgefordert worden zu sein, die gesetzlichen Regelungen für Höchstbeträge durch Einzelspender zu umgehen, indem eine größere Summe in kleinere Beträge zerlegt und stattdessen fiktiven Einzelspendern zugeordnet worden sei.

## Ermittlungen, Festnahme, Anklage und Verurteilung
Nach Bekanntwerden der ersten Vorwürfe in Bezug auf Santos’ Biographie kündigte die Bezirksstaatsanwältin von Nassau County, Anne Donelly, am 28. Dezember 2022 an, Ermittlungen gegen Santos einzuleiten. Auch die Strafverfolgungsbehörde des Bundesstaats New York und das Bundesjustizministerium bereiten nach Medienberichten eigene Ermittlungsverfahren vor. Das Federal Bureau of Investigation ermittelt zudem wegen der Veruntreuung von Spendengeldern. Daneben sind wegen der Ungereimtheiten in Bezug auf Santos’ Wahlkampffinanzierung mehrere Beschwerden bei der Bundeswahlkommission anhängig. Auch die brasilianischen Behörden nahmen das Verfahren wegen Veruntreuung und Scheckbetrugs wieder auf, das seit 2013 auf Eis gelegen hatte, als Santos zu einem festgesetzten Gerichtstermin nicht erschienen war. Dieses Verfahren wurde im Gegenzug für ein Schuldeingeständnis Santos’ und geleisteten Schadensersatz an das Opfer ohne Prozess im März 2023 beendet.
Santos wurde am 10. Mai 2023 vorübergehend festgenommen und in 13 Punkten angeklagt; er plädierte auf unschuldig und kam nach Hinterlegung einer Kautionsbürgschaft von einer halben Million US-Dollar bis zur nächsten Gerichtssitzung auf freien Fuß. Im Oktober desselben Jahres wurde Santos in 10 weiteren, insgesamt also 23 Punkten angeklagt. Zu den Anklagepunkten gehören unter anderem: Diebstahl öffentlicher Gelder, Betrug, Geldwäsche, die Abgabe falscher Erklärungen gegenüber der Wahlkommission FEC, Fälschung von Unterlagen zur Behinderung der FEC, Verschwörung gegen die USA und schwerer Identitätsdiebstahl. Am 19. August 2024 bekannte er sich vor dem Bundesgericht in Islip, New York schuldig, wegen schweren Identitätsdiebstahls und Überweisungsbetrugs zwischen Bundesstaaten und international mit elektronischen Hilfsmitteln (englisch wire fraud); im Gegenzug erklärte die Staatsanwaltschaft, sie werde die Richterin bitten, die verbleibenden 21 Anklagepunkte fallen zu lassen. Am 24. April 2025 wurde Santos zu einer Gefängnisstrafe von 87 Monaten (7 Jahre und 3 Monate) sowie zu einer Geldstrafe von 580.000 US-Dollar verurteilt.